# Астрал: Частина 3
«Астрал: Частина 3» (англ. Insidious: Chapter 3) — фільм жахів з серії фільмів «Астрал», що вийшов 2015 року, знятий Лі Воннеллом. Ця робота є його дебютом як режисера. У третій частині трилогії «Астрал» головні ролі зіграли такі зірки, як Дермот Малруні, Стефані Скотт, Лі Воннелл, Лін Шей. Фільм є приквелом до попередніх 2 частин франшизи.
Фільм вийшов у прокат в США 5 червня 2015 року. В Україні прем'єра відбулася 4 червня 2015 року.

## Сюжет
Події фільму розгортаються за кілька років до події в сім'ї Ламберт.
Квін Бреннер спостерігає навколо себе дивні паранормальні явища. Вона думає, що її мати, яка померла півроку тому від раку легенів, хоче їй щось сказати. Дівчина звертається до Еліс для того, щоб та зв'язалася з рідною їй людиною і запитала, що тій потрібно. Але ясновидиця бачить, що дівчинку переслідує щось інше, іменоване Антоном.
Трохи пізніше Квін іде на прослуховування, щоб вступити до театрального училища, але провалює його. Цю сумну новину вона розповідає своїй подрузі Меггі. Пізніше, коли дівчатка розходяться, Квін збиває машина.
Після аварії у неї зламані обидві ноги. Коли Квін пріїхала додому, сусідка повідомляє їй, що поки та була в лікарні, в її кімнаті знаходилась якась істота, яка не дихає. Після цього щоночі дівчину будять дивні звуки і тіні в її кімнаті.

## У ролях
- Дермот Малруні — Шон Бреннер
- Стефані Скотт — Квін Бреннер
- Енгус Семпсон — Такер
- Лін Шей — Еліс Райнер
- Лі Воннелл — Спекс
- Ештон Моіо[de] — Гектор
- Стів Колтер[en] — Карл
- Гейлі Кійоко — Меггі

## Виробництво
15 вересня 2013 року, Лі Воннелл повідомив, що повертається до роботи над третьою частиною фільму як сценарист, а також те, що Джейсон Блум і Орен Пели теж повернуться в проект. Коли у нього запитали про участь у третій частині актора Патріка Уїлсона, Лі Воннелл відповів, що не знає, як можна продовжити історію, а також він сказав, що його історія закінчена. 13 листопада 2013 року Focus Features і Stage 6 Films оголосили про те, що датою виходу фільму вибране 29 травня 2015.
11 березня 2014 Screen Rant повідомив, що третя частина трилогії не буде пов'язана з історією родини Ламберт. Особливу увагу буде приділено новій сім'ї. Також було оголошено про те, що Лі Воннелл і Енгус Семпсон повернуться в проект, як мисливці за привидами Спекса і Такера разом з Ліз.